# Krystyna saska
Krystyna saska (duń. Christine af Sachsen) (ur. 24 grudnia 1461 w Torgau, zm. 8 grudnia 1521 w Odense) – królowa Danii, Norwegii i Szwecji.

## Życiorys
Krystyna była najstarszą córką ks. Saksonii Ernesta (1441–1486) i jego żony księżniczki Elżbiety bawarskiej (1443–1484), córki księcia Albrechta III.
6 września 1478 w Kopenhadze wyszła za mąż za Jana, następcę tronu Danii, późniejszego króla Jana Oldenburga (1455–1513), trzeciego syna Chrystiana I, króla Danii i Norwegii, oraz jego żony królowej Doroty brandenburskiej. Małżonkowie zostali koronowani w 1483 w katedrze kopenhaskiej. Jako królowa Szwecji Krystyna została koronowana w 1499 w katedrze w Sztokholmie. Krystyna była gorliwą katoliczką, zabiegała o większą dyscyplinę w duńskich klasztorach. Sama była fundatorką dwóch klasztorów klarysek i wspierała jałmużnami potrzebujących. Interesowała się również bractwami różańcowymi. Ufundowała kosztowny ołtarz znajdujący się obecnie w katedrze św. Kanuta w Odense, w którym jest sportretowana wraz z mężem i najbliższą rodziną.
Krystyna przebywała wielokrotnie w Szwecji, a w 1501, kiedy w kraju wybuchło powstanie antyduńskie, przez 9 miesięcy kierowała obroną zamku sztokholmskiego, podczas gdy jej mąż udał się do Danii po posiłki. Król Jan powrócił do Sztokholmu w 3 dni po kapitulacji zamku. Królowa była więziona w Szwecji jako zakładniczka do października 1503 r. Bardzo tęskniła za domem i swoim najmłodszym synem, mniej za mężem, który żył z kochanką. Jakkolwiek królowa pozostała lojalna wobec króla do końca swego życia, to jednak z powodu pozamałżeńskich przygód króla pożycie małżonków nigdy nie było bliskie, ani naznaczone uczuciem. Po uwolnieniu Krystyna udała się na pielgrzymkę dziękczynną do Brandenburgii, podczas której miała okazję spotkać się ze swoją córką Elżbietą wydaną za elektora Joachima. Po śmierci męża, w 1513, zamieszkała w swoim majątku w Næsbyhoved koło Odense. Pochowana została obok męża w kościele franciszkanów w Odense. W 1805, podczas rozbiórki kościoła, groby królewskie zostały przeniesione do katedry św. Kanuta w Odense, gdzie znajdują się do dzisiaj.

## Potomstwo
- Jan (zmarł w niemowlęctwie),
- Ernest (zmarł w niemowlęctwie),
- Chrystian II Oldenburg (1481–1559), król Danii, Norwegii i Szwecji,
- Elżbieta (1485–1555), żona elektora brandenburskiego Joachima I Nestora,
- Franciszek (1497–1511),
- prawdopodobnie Jakub (ok. 1484–ok. 1566),
- prawdopodobnie Jan (ok. 1479–1480).